# BCL-2
A BCL-2 (B-sejtes limfóma 2) fehérje, melyet a BCL2 gén kódol. A sejthalált (apoptózist) annak gátlásával (antiapoptotikus) vagy indukálásával (proapoptotikus) szabályzó fehérjék BCL-2 családjának névadó tagja. Az első azonosított apoptózisszabályzó fehérje.
A Bcl-2 a B-sejtes limfóma 2 rövidítése: ez a 14. és 18. kromoszómák kromoszómatranszlokációjával kapcsolatban leírt második fehérje. Számos emlősben, melyeknek teljes genomja ismert, ismertek ortológjai.
A BCL3, BCL5, BCL6, BCL7A, BCL9 és BCL10 fehérjékhez hasonlóan a limfóma terén fontos.

## Izoformák
A Bcl2 1-es és 2-es izoformája hasonló. Azonban a BAD és BAK fehérjékhez való kötődésük, valamint a kötőüreg szerkezete és elektrosztatikai potenciálja a két izoforma esetén eltér, eltérő antiapoptotikus hatást okozva.

## Normál működése
A BCL-2 a mitokondriumok külső membránjában van jelen, ahol a sejt túlélésében és a proapoptotikus fehérjék gátlásában fontos. A BCL-2 család proapoptotikus fehérjéi, például a Bax és a Bak a mitokondrium membránjára hatnak a citokróm c és reaktív oxigénszármazékok felszabadításához, melyek az apoptózisban fontos jelek. E fehérjéket csak BH3 fehérjék aktiválják, a Bcl-2 és a Bcl-xL gátolják.
Ezenkívül vannak további feltételezett szerepei. A Bcl-2 szabályozza a mitokondriális dinamikát, és a mitokondriális egyesülés és hasadás szabályzásában fontos. Továbbá a hasnyálmirigy β-sejtjeiben a Bcl-2 és a Bcl-xL az anyagcsere és az inzulinszekréció szabályzásában is fontos: a Bcl-2/xL gátlása növeli az anyagcsere-aktivitást, de a ROS-termelést is, így nagy igénybevétel esetén feltehetően védő hatású.

## Szerepe betegségekben
A Bcl-2 gén károsodása sok rák, például melanóma, mell-, prosztata-, tüdőrák és krónikus limfocitás leukémia oka, valamint a skizofrénia és az autoimmunitás lehetséges oka. Ezenkívül a kezeléseknek való ellenállás oka is.

### Rák
A rák a sejtnövekedés és -halál homeosztázisának zavarának tekinthető. Az antiapoptotikus gének túl-, a proapoptotikusak alulexpressziója sejthalálhiányt okoz, mely a rákra, például limfómára jellemző. A limfocitákban az antiapoptotikus Bcl-2 túlexpressziója magában nem okoz rákot. De a Bcl-2 és a myc protoonkogén túlexpressziója együtt agresszív rosszindulatú B-sejtes betegségek, például limfóma oka. Follikuláris limfóma esetén a 14. és 18. kromoszóma transzlokációja történik (t(14;18)), így a Bcl-2 és az immunglobulin nehéz láncának lokusza egymáshoz közel vannak, a Bcl-2 különösen nagymértékű szabályozatlan átírását okozva. Ez csökkenti a sejtek hajlamát az apoptózisra. A Bcl-2-expresszió gyakori – egy tanulmányban az esetek 76%-át okozta – a kissejtes tüdőrákban.

### Autoimmun betegségek
Az apoptózis az immunszabályzásban fontos. Működése a saját antigénekre nézve immunválasz hiányát okozza központi és perifériás toleranciával is. A hibás apoptózis közrejátszhat az autoimmun betegségekben. Az 1-es típusú cukorbetegség oka hibás apoptózis lehet, mely a T-sejtek hibás AICD-működését és nem megfelelő perifériás toleranciát okoz. Mivel a dendritikus sejtek az immunendszer legfontosabb antigénprezentáló sejtjei, aktivitásukat különböző mechanizmusok, például az apoptózis korlátozzák. A Bim -/- egerekben, melyek nem tudnak hatékony apoptózist indukálni, gyakoribbak az autoimmun betegségek a normál dendritikus sejtekkel rendelkezőknél. Más tanulmányok szerint a dendritikus sejtek élettartamát részben egy Bcl-2-alapú időzítő irányíthatja.

### Egyéb
Az apoptózis számos betegség szabályzásában fontos. Például a skizofréniában a pro- és antiapoptotikus tényezők nem megfelelő aránya patogenezist okozhat. Ennek oka lehet a nem megfelelő Bcl-2- és a megnövekedett kaszpáz-3-expresszió.

## A diagnosztikában
A Bcl-2-antitestek Bcl-2-tartalmú sejtek immunohisztokémiai azonosítására használhatók. Egészséges szövetben ezen antitestek a B-sejtekkel és néhány T-sejttel a köpenyben reagálnak. A pozitív sejtek mennyisége follikuláris limfómában és sok más rákban jelentősen megnő. Egyes esetekben a biopszia esetén megjelenő vagy hiányzó Bcl-2-festés fontos lehet a beteg előrejelzése vagy az újbóli kialakulás valószínűsége szempontjából.

## Célzott terápiák
Célzott és szelektív, klinikai vagy fejlesztési kísérleteken használt Bcl-2-gátlók közé tartoznak például:

### Oblimersen
A Genta fejlesztette ki az Oblimersent (G3139), egy antiszensz oligonukleotid gyógyszert a Bcl-2 célzására. Az antiszensz DNS vagy RNS nem kódol, és az RNS-t, illetve fehérjét kódoló szál komplementere. Az antiszensz gyógyszer rövid RNS-szekvencia, mely mRNS-sel hibridizál, azt inaktiválja, a fehérje kialakulását megakadályozva.
A humán limfómasejt-proliferációt (t(14;18) transzlokációval) megakadályozhatja a Bcl-2 mRNS-startkodonját célzó antiszensz RNS. In vitro tanulmányokkal azonosították a Genasense-t, mely a Bcl-2-mRNS első 6 kodonjának komplementere.
Ezek az I/II. fázisú kísérletekben sikeresek voltak. Nagy III. fázisú kísérlet indult 2004-ben. 2016-ig nem fogadták el a szert, fejlesztője megszűnt.

### ABT-737 és navitoklax (ABT-263)
A 2000-es évek közepén az Abbott Laboratories új Bcl-2-, Bcl-xL- és Bcl-w-gátlót fejlesztett ki, az ABT-737-et. E vegyület egy BH3-mimetikus kismolekulás gátló (SMI), mely a Bcl-2-család fehérjéit célozza, de nem az A1-et vagy az Mcl-1-et. Az ABT-737 jobb a korábbi Bcl-2-gátlóknál a nagyobb Bcl-2-, Bcl-xL- és Bcl-w-affinitása miatt. In vitro tanulmányok szerint a B-sejtes limfómás betegek primer sejtjei érzékenyek az ABT-737-re.
Állatkísérletekben javítja a túlélést, tumorregressziót okoz, és az egerek nagy százalékát gyógyítja. Tumorxenograftokat használó preklinikai kísérletekben az ABT-737 hatékonynak bizonyult a limfómával és más vérrákokkal szemben. Kedvezőtlen farmakológiai jellemzői miatt az ABT-737 nem megfelelő klinikai kísérletekhez, de szájon át alkalmazható származéka, a navitoklax (ABT-263) hasonló aktivitással rendelkezik a kissejtestüdőrák-sejtekkel szemben, és klinikailag vizsgálják. Bár a klinikai eredmények a navitoklaxszal ígéretesek voltak, az adagot korlátozó trombocitopénia fordult elő a trombociták Bcl-xL-gátlása miatt.

### Venetoklax (ABT-199)
A navitoklax okozta Bcl-xL-gátlás miatti dóziskorlátozó trombocitopénia miatt az Abbvie kifejlesztette a venetoklaxot, mely a Bcl-2-t gátolja, de nem a Bcl-xL-t vagy a Bcl-w-t. A Bcl-2 funkcióját akadályozó BH3-mimetikus venetoklax hatásait krónikus limfocitás leukémiás (CLL) betegeken vizsgálták. Jó válaszokról számoltak be, és nem fordult elő trombocitopénia. 2015 decemberében indult a 3. kísérleti fázis. Az Amerikai Egyesült Államok Élelmiszer- és Gyógyszerügyi Hivatala 2016 áprilisában a 17p deléciós CLL kezelésére elfogadta másodvonalbeli kezelésként. Ez volt az első bejegyzett Bcl-2-gátló. 2018 júniusában  az FDA a bejegyzést kiszélesítette minden CLL-re és kis limfocitás limfómára 17p delécióval vagy anélkül, szintén másodvonalbeli kezelésként.

## Kölcsönhatások

Az apoptózisban résztvevő jeltranszdukciós útvonalak

A Bcl-2 az alábbi fehérjékkel lép kölcsönhatásba:
- BAK1,[33][34]
- BCAP31,[35]
- BCL2-szerű 1,[33][36]
- BCL2L11,[37][38][39]
- BECN1,[40]
- BID,[37][41]
- BMF,[42]
- BNIP2,[43][44]
- BNIP3,[44][45]
- BNIPL,[43][46]
- BAD[37][47]
- BAX,[33][48][49][50]
- BIK,[37][51]
- C-Raf,[52]
- CAPN2,[53]
- CASP8,[54][55]
- Cdk1,[56][57]
- HRK,[37][58]
- IRS1,[59]
- Myc,[60]
- NR4A1,[33]
- Noxa,[37][61]
- PPP2CA,[62]
- PSEN1,[63]
- RAD9A,[48]
- RRAS,[64]
- RTN4,[65]
- SMN1,[66]
- SOD1[67] és
- TP53BP2.[68]

## Fordítás
Ez a szócikk részben vagy egészben  a   Bcl-2 című angol Wikipédia-szócikk ezen változatának fordításán alapul.  Az eredeti cikk szerkesztőit annak laptörténete sorolja fel. Ez a jelzés csupán a megfogalmazás eredetét és a szerzői jogokat jelzi, nem szolgál a cikkben szereplő információk forrásmegjelöléseként.